# Койбагар-Тюнтюгурские озёра
Койбагар-Тюнтюгурские озёра (каз. Қойбағар-Тімтуір көлдері) — система озёр находящаяся на севере Карасуского района Костанайской области и западе района имени Габита Мусрепова Северо-Казахстанской области Казахстана.

## Физико-географическая характеристика
Койбагар-Тюнтюгурская система озёр — это группа из 5 небольших пресных или солоноватых озёр с паводковым типом питания и циклическим гидрорежимом, расположенная в Тюнтюгурской впадине на северо-западной оконечности Сарыарки. Включает следующие озёра: Койбагар, Тюнтюгур, Жаншура, Алабота, Биесойган.
В историческое время система представляла собой сплошную водную гладь огромного озера. В настоящее время связь между Койбагаром, Тюнтюгуром и Жаншурой бывает только весной и только в полноводные годы. В маловодные периоды быстрее всего идёт обсыхание мелководных озёр Жаншура, Алабота и Биесойган, которые нередко полностью пересыхают. Озёра Койбагар и Тюнтюгур полностью не пересыхают благодаря подпитке из рек. В продолжительные маловодные периоды на их месте образуются луга и болота.

## Флора и фауна
Озёра вдоль береговой линии окружены мощными зарослями тростника обыкновенного. До 90 % акватории озёр Жаншура, Алабота и Биесойган покрыто бордюрно-мозаичными зарослями тростника и рогоза узколистного. Местами — вдоль дорог, балок и оврагов — сохранились фрагменты разнотравно-красноковыльно-ковылковых (ковыль Лессинга, ковыль Залесского, шалфей степной) степей, почти исчезнувших в Казахстане.
Млекопитающих обитает не менее 30 видов. Наиболее многочисленны грызуны. Из угрожаемых видов немногочислен сурок-байбак. Из земноводных и пресмыкающихся встречаются только обычные для этого региона виды.
В озёрах обитает 8-10 видов рыб. Нуждающихся в охране среди них нет.
Встречается до 95 видов водно-болотных птиц, 39 из которых гнездятся на озёрах, в том числе 4 вида относящихся к редким и исчезающим: лебедь-кликун, савка, серый журавль и, возможно, белоглазый нырок. В разное время на территории озёр встречалось до 15 видов птиц, относящихся к категории редких и исчезающих.

## Природоохранный статус
Постановлениями Правительства Республики Казахстан Койбагар-Тюнтюгурская система озёр включена в перечень объектов охраны окружающей среды, имеющих особое экологическое, научное и культурное значение (2005 год), и список водных объектов природно-заповедного фонда (2006 год).
В 2009 году Койбагар-Тюнтюгурская система озёр была включена в перечень водно-болотных угодий международного значения подпадающих по действие Рамсарской конвенции.
К 2030 году запланировано создание заказника регионального значения «Тюнтюгур-Жаншура».